# Матаморос (муниципалитет Коауилы)
Матаморос (исп. Matamoros) — муниципалитет в Мексике, штат Коауила, с административным центром в одноимённом городе. Численность населения, по данным переписи 2020 года, составила 118 337 человек.

## Общие сведения
Название Matamoros дано в честь мексиканского военного, участника войны за независимость Мексики — Мариано Матамороса.
Площадь муниципалитета равна 806 км², что составляет 0,53 % от общей площади штата, а наивысшая точка — 1152 метра, расположена в поселении Сан-Мартин-де-ла-Кабанья.
Он граничит с другими муниципалитетами штата Коауила: на севере с Франсиско-Мадеро и Сан-Педро, на востоке и юге с Вьеской, на западе с Торреоном и другим штатом Мексики — Дуранго.

## Учреждение и состав
Муниципалитет был образован в 1864 году, в его состав входит 161 населённый пункт, самые крупные из которых:
| Код INEGI                  | Населённый пункт                                                                       | Численность населения (2005 год) | Численность населения (2010 год) | Численность населения (2020 год) |
| -------------------------- | -------------------------------------------------------------------------------------- | -------------------------------- | -------------------------------- | -------------------------------- |
| 017                        | Всего                                                                                  | 99707                            | 107160                           | 118337                           |
| 0001                       | Матаморос (исп. Matamoros) 25°31′41″ с. ш. 103°13′49″ з. д. (административный центр)   | 48511                            | 52233                            | 59762                            |
| 0012                       | Сан-Антонио-дель-Койоте (исп. San Antonio del Coyote) 25°41′49″ с. ш. 103°17′07″ з. д. | 8642                             | 9653                             | 9213                             |
| 0025                       | Идальго (исп. Hidalgo) 25°29′22″ с. ш. 103°08′26″ з. д.                                | 3808                             | 4143                             | 4351                             |
| 0122                       | Эль-Камбио (исп. El Cambio) 25°38′31″ с. ш. 103°19′36″ з. д.                           | 3619                             | 3773                             | 3960                             |
| 0046                       | Санто-Ниньо-Агуанаваль (исп. Santo Niño Aguanaval) 25°25′55″ с. ш. 103°16′45″ з. д.    | 2232                             | 2164                             | 2487                             |
| 0027                       | Ла-Лус (исп. La Luz) 25°43′33″ с. ш. 103°14′42″ з. д.                                  | 2133                             | 2432                             | 2368                             |
| 0026                       | Ормигеро (исп. Hormiguero) 25°40′58″ с. ш. 103°20′34″ з. д.                            | 2044                             | 2069                             | 2264                             |
| 0035                       | Пурисима (исп. Purísima) 25°40′43″ с. ш. 103°19′13″ з. д.                              | 1823                             | 1771                             | 1896                             |
| 0048                       | Солима (исп. Solima) 25°39′46″ с. ш. 103°16′32″ з. д.                                  | 1550                             | 1602                             | 1693                             |
| —                          | Прочие                                                                                 | 25345                            | 27320                            | 30343                            |
| Названия на карте Генштаба |                                                                                        |                                  |                                  |                                  |

## Экономика
По статистическим данным 2000 года, работоспособное население занято по секторам экономики в следующих пропорциях:
- сельское хозяйство и скотоводство — 15 %;
- производство и строительство — 46,1 %;
- торговля, сферы услуг и туризма — 36,9 %;
- безработные — 2 %.

## Инфраструктура
По статистическим данным 2010 года, инфраструктура развита следующим образом:
- электрификация: 99,2 %;
- водоснабжение: 99 %;
- водоотведение: 91,3 %.